# 波洛尼
波洛尼是巴西圣保罗州的一个市镇。总面积134.766平方公里，总人口4957人，人口密度36.8人/平方公里。